# Légère Amertume (une histoire du thé)
Légère Amertume (une histoire du thé) est un roman graphique de l'Ivoirien Koffi Roger N’Guessan avec Elanni & Djaï publié en 2019 aux France par L'Harmattan,.

## Synopsis
L'œuvre utilise le thé et les théières comme fil rouge.
L'héroïne, Adjoua est une femme née en Côte d'Ivoire qui, à l'âge adulte, parcourt le monde en tant que photographe. Dans trois situations et époques différentes, on voit Adjoua boire du thé et parler avec d'autres personnages de la culture de cette boisson populaire,.
La trame narrative se développe à trois époques: Tout d'abord, nous voyons la protagoniste Adjoua passer son enfance en Côte d'Ivoire dans les années 1960, puis son travail de photographe reporter pendant la guerre civile qui a eu lieu en Sierra Leone, dans les années 1980, et enfin, nous voyons Adjoua à Pékin dans les années 2010,.
La première partie commence avec l'enfance d'Adjoua, native d'Abidjan en Côte d'Ivoire, qui appréhende de déménager à Bouaké. Peur du changement, elle trouve du soutien auprès de sa mère, qui la réconforte avec de l'affection et une infusion de menthe, servie dans une vieille théière. Ensuite, la mère d'Adjoua lui raconte que cet artefact, déjà cabossé, avait été possédé dans le passé par le sultan Ismail du Maroc,.
Ce sultan marocain aurait découvert le thé par l'intermédiaire du duc de Buckingham, lorsque cet Anglais allait négocier la libération des prisonniers britanniques au Maroc. À partir de cet événement, l’histoire se déroule avec la diffusion de la culture du thé, qui a quitté la Chine, vers l’Afrique de l’Ouest, dans une histoire qui entrecoupe la diffusion de l’habitude de consommer du Camelia siniensis et les travers du néocolonialisme,.